# Квантова точка
Ква́нтова то́чка, квантова цятка, наноцятка (англ. quantum dot), також відома як напівпровідниковий нанокристал або штучний атом — кристал напівпровідника, розмір якого має порядок декількох нанометрів. Зазвичай вони містять від 100 до 1000 електронів і мають розмір від 2 до 10 нанометрів, або 10—50 атомів, в діаметрі. Для точок розміром 10 нанометрів в діаметрі, приблизно 3 мільйони квантових точок могли б бути викладені в ряд, щоб поміститися у межах ширини пальця людини.
За відкриття квантових точок у 2023 році була присуджена Нобелівська премія з хімії..

## Конструкції квантових точок
Квантовою точкою може слугувати будь-який достатньо маленький шматочок металу або напівпровідника. Точка повинна бути достатньо маленькою, настільки, щоб були значними квантові ефекти. Це досягається якщо кінетична енергія електрона перевищує ({\displaystyle \hbar ^{2}/(2md^{2})}, де d — характерний розмір точки, m — ефективна маса електрона на точці), зумовлена невизначеністю його імпульсу буде більшою від інших характерних енергій в системі, насамперед більшою від температури, вираженої в енергетичних одиницях.
Історично першими квантовими точками, були мікрокристали селеніда кадмію CdSe. Електрон в такому мікрокристалі відчуває себе як електрон в тривимірній потенціальній ямі, він має багато стаціонарних рівнів енергії з характерною відстанню між ними {\displaystyle \hbar ^{2}/(2md^{2})} (точний вираз для рівнів енергії залежить від форми точки). Аналогічно переходу між рівнями енергії атома, при переході між енергетичними рівнями квантової точки може випромінюватися фотон. Можливо також закинути електрон на високий енергетичний рівень, а випромінювання одержати від переходу між нижче розташованими рівнями (люмінесценція). Оскільки квантова точка має дискретні рівні енергії, подібні атомним, їх іноді називають «штучні атоми». При цьому, на відміну від справжніх атомів, частотами переходів легко керувати, змінюючи розміри та іноді форму кристала. Саме спостереження люмінесценції кристалів селеніда кадмію зі змінною частотою люмінесценції, що визначається розміром кристала, і слугувало першим спостереженням квантових точок.
Інтенсивно досліджуються квантові точки, сформовані у двовимірному електронному газі. У двовимірному електронному газі рух електронів перпендикулярно до площини вже обмежено, а ділянку на площині можна виділити за допомогою металевих електродів, затворів, що накладаються на гетероструктуру зверху. Квантові точки в двовимірному електронному газі можна зв'язати тунельними контактами з іншими областями двовимірного газу і досліджувати провідність через квантову точку. У такій системі спостерігається явище кулонівської блокади.

## Технологія створення

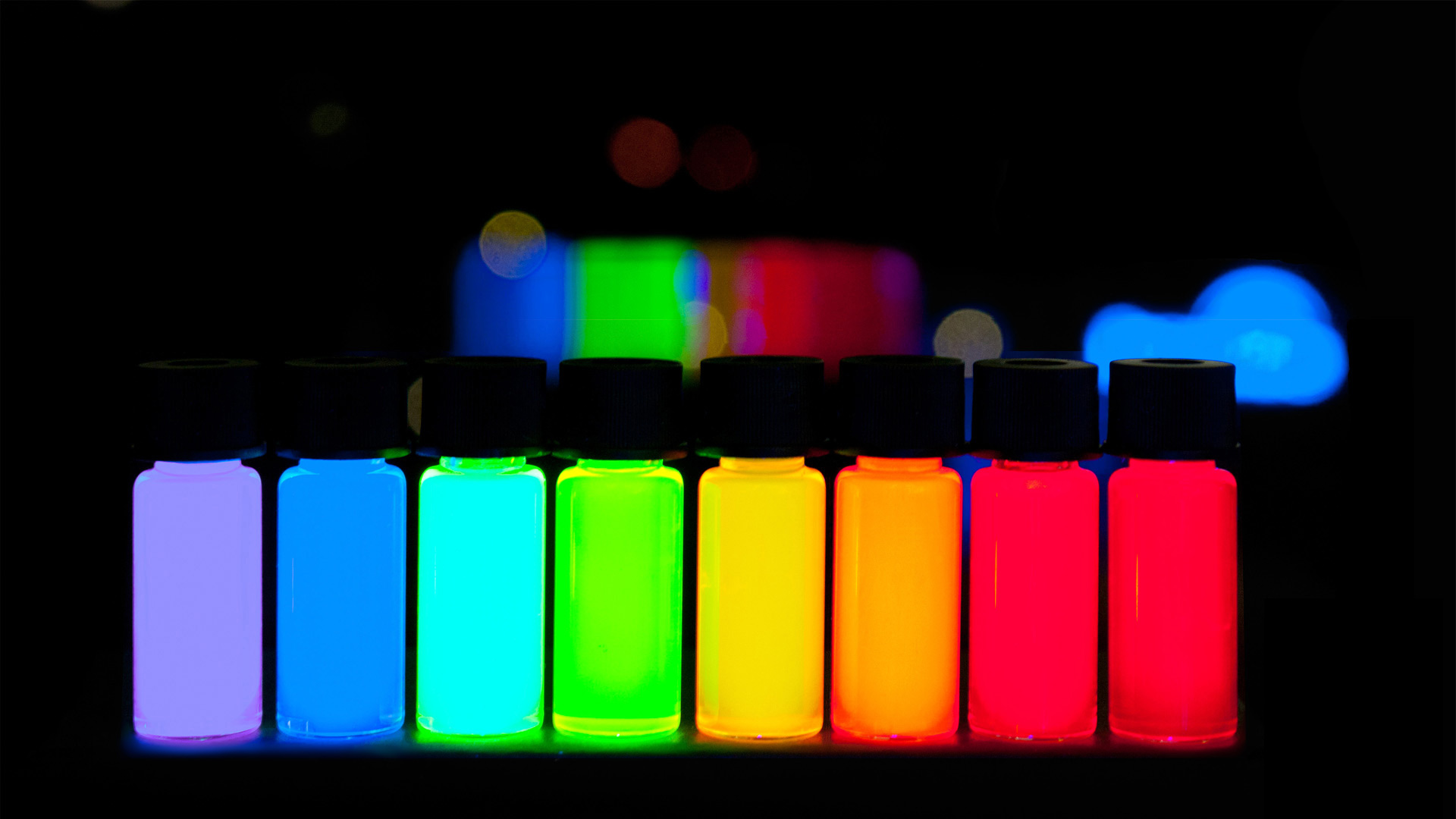
Quantum Dots with emission maxima in a 10-nm step are being produced in a kg scale at PlasmaChem GmbH

У напівпровідниках, квантові точки — маленькі області одного матеріалу в об'ємі іншого матеріалу з більшою забороненою зоною. Квантові точки іноді утворюються спонтанно в квантових ямах завдяки неоднорідностям в площині ями. Само-зібрані квантові точки формуються при забезпеченні певних умов протягом молекулярно-променевої епітаксії (МПЕ або англ. MBE) і металоорганічної парової фазової епітаксії (МОПФЕ або MOVPE), коли матеріал конденсується на матеріалі з іншим періодом кристалічної ґратки. При цьому виникають напруження, що призводить до скупчення конденсованого матеріалу у вигляді островів на поверхні двовимірного «шару змочування». Цей метод росту квантових точок відомий як метод вирощування Странського-Крастанова. Острови можуть бути згодом покриті шаром іншого матеріалу, і таким чином формується квантова точка. Цей метод створення має найбільший потенціал для застосування в квантовій криптографії (тобто джерела одиничних фотонів) і квантовому обчисленні. Головні обмеження цього методу — вартість виробництва і відсутність контролю над розташуванням індивідуальних точок.
Індивідуальні квантові точки можуть бути створені технікою так званої електронної променевої літографії, в якій паттерн гравірується на підкладці напівпровідника, поверх якого наноситься провідний метал.
Квантові точки можуть бути синтезовані у великій кількості за допомогою колоїдного синтезу. Епітаксія, літографія, і колоїдний синтез усі мають різні позитивні і негативні аспекти. Безумовно найдешевший, колоїдний синтез також має перевагу що він може відбуватися в умовах невеличкої лабораторії і що він найменш токсичний з усіх форм синтезу.
Надзвичайно впорядковані масиви квантових точок також можуть бути само-зібрані електрохімічними методами. Ядро, що створюється за допомогою іонної реакції на поверхні метал-електроліт, призводить до спонтанної кристалізації наноструктур, зокрема квантових точок, на металі, який потім використовується як маска для меса-травлення цих наноструктур на вибрану підкладку.
Існує ще один метод, піролітичний синтез, який дозволяє виробляти велику кількість квантових точок, які само-збираються до бажаного розміру кристалу.

## Застосування
Через свою квазі-нульвимірність квантові точки характеризуються піками густини станів на дискретних рівнях, на відміну від структур із більшою розмірністю. В результаті, вони мають поліпшені оптичні властивості, і досліджуються для використання в діодних лазерах, підсилювачах, і біологічних сенсорах.
Квантові точки швидко проторили шлях в людські оселі як частина багатьох електронних пристроїв. PlayStation 3 і сучасні програвачі DVD використовують блакитний лазер для зчитування даних. Блакитний напівпроводниковий лазер довгий час вважали за щось неможливе, аж поки не було розроблено лазер на квантових точках.
Квантові точки — один із багатонадійних кандидатів для твердотільного квантового обчислення. Застосовуючи маленькі напруги до керування, можливо керувати потоком електронів через квантову точку, і таким чином точно вимірювати їхні спіни та інші властивості.
Квантовий комп'ютер, імовірно, можна реалізувати на системі з кюбітами у вигляді квантових точок, встановивши відповідні контакти для пересилання інформацій між ними.
Досліджуються й інші застосування переднього краю для квантових точок: потенційний штучний флюорофор для інтра-операційного виявлення пухлин, використовуючи флюоресцентну спектроскопію.
У сучасному біологічному аналізі, використовують різні види органічних барвників. Проте, щороку зростає потреба в ширшому виборі їхніх кольорів, і традиційні барвники іноді просто не в змозі задовольнити необхідні норми. Тому квантові точки швидко заповнили цю нішу, перевершуючи традиційні органічні барвники за добором властивостей  — їх яскравість (унаслідок високого квантового виходу), стабільність, вузькість спектральних смуг і низька токсичність (зараз досліджується).
У експериментальній роботі 2004 року показано, що квантові точки з селеніду свинцю можуть виробляти більше одного ексітона від одного високоенергетичного фотона сонячного світла, коли сьогоднішні фотоелектричні батареї поглинають фотон сонячного світла, енергія перетворюється на принаймні один електрон, а решта втрачається, розсіюючись у тепло. Використання квантових точок могло б підвищити ефективність сьогоднішніх сонячних батарей від 20-30 % до 65 %.
Інша робота виявила, що кристали кадмію і селену певного розміру випускають біле світло, коли збуджуються ультрафіолетовим лазером. Здається, ця емісія виходить з поверхні кристала, замість центру. Кристали містять або 33, або 34 пар атомів. Якщо вони синтезуються піролітично, вони звичайно формують кристали тільки цього розміру, отже великі масиви таких кристалів можуть бути зроблені зараз. У іншому експерименті ці квантові точки були змішані в звичайному лаку, що привело до жовтувато-білої емісії подібної до світла звичайної лампи розжарювання. Дослідники вважають, що буде можливо досягти емісії білого світла через електричне стимулювання, крім фотонного.
У 2018 році група турецьких дослідників змогла створити випромінювач на основі блакитного світлодіоду та гнучкої лінзи заповненої розчином напівпровідникових частинок з квантовими точками. Отриманий випромінювач досяг ефективності 105 люмен на ват.